# +Teamgeist

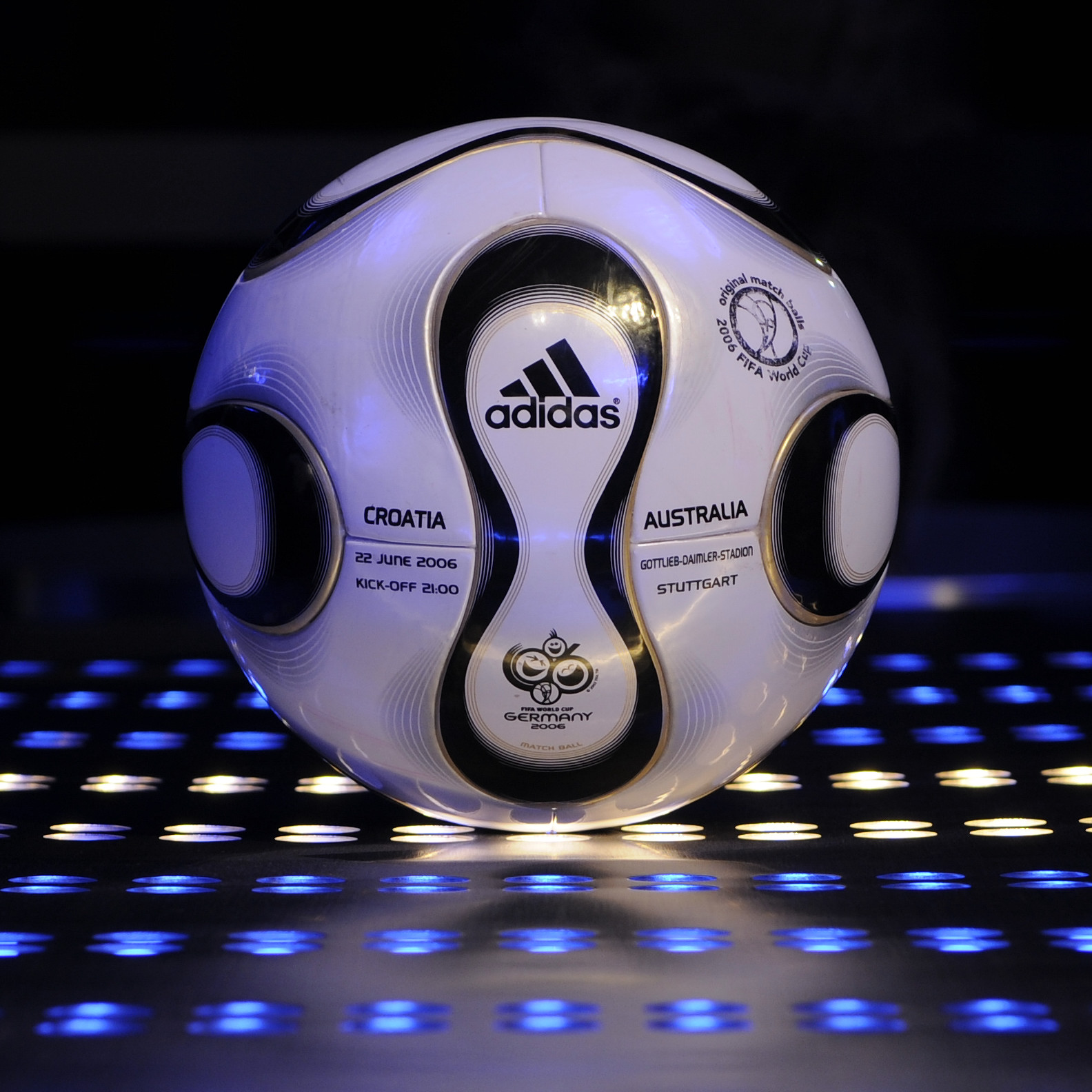
Der offizielle Spielball der Fußball-Weltmeisterschaft 2006

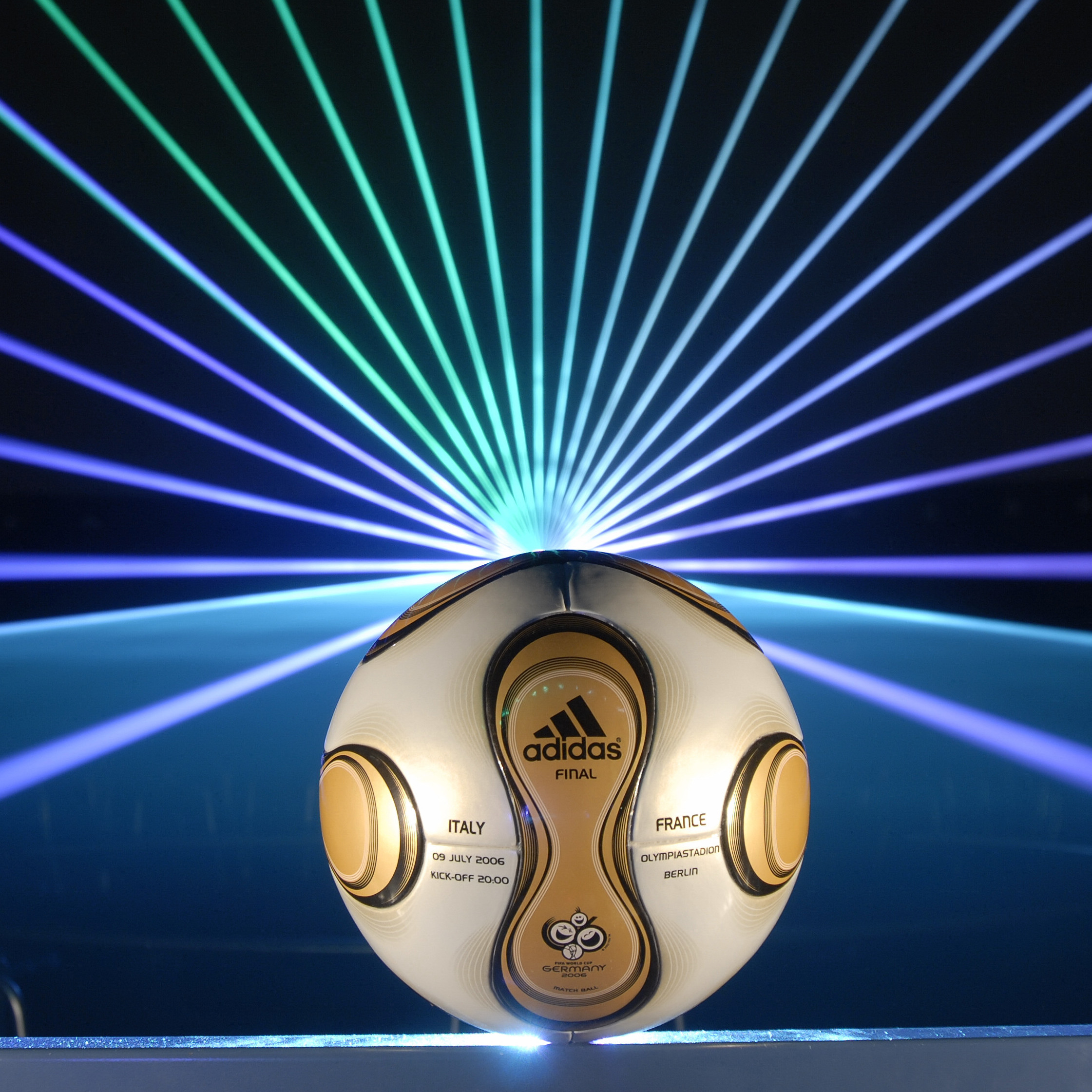
Der mit goldfarbenen Panels versehene Finalball: Teamgeist Berlin

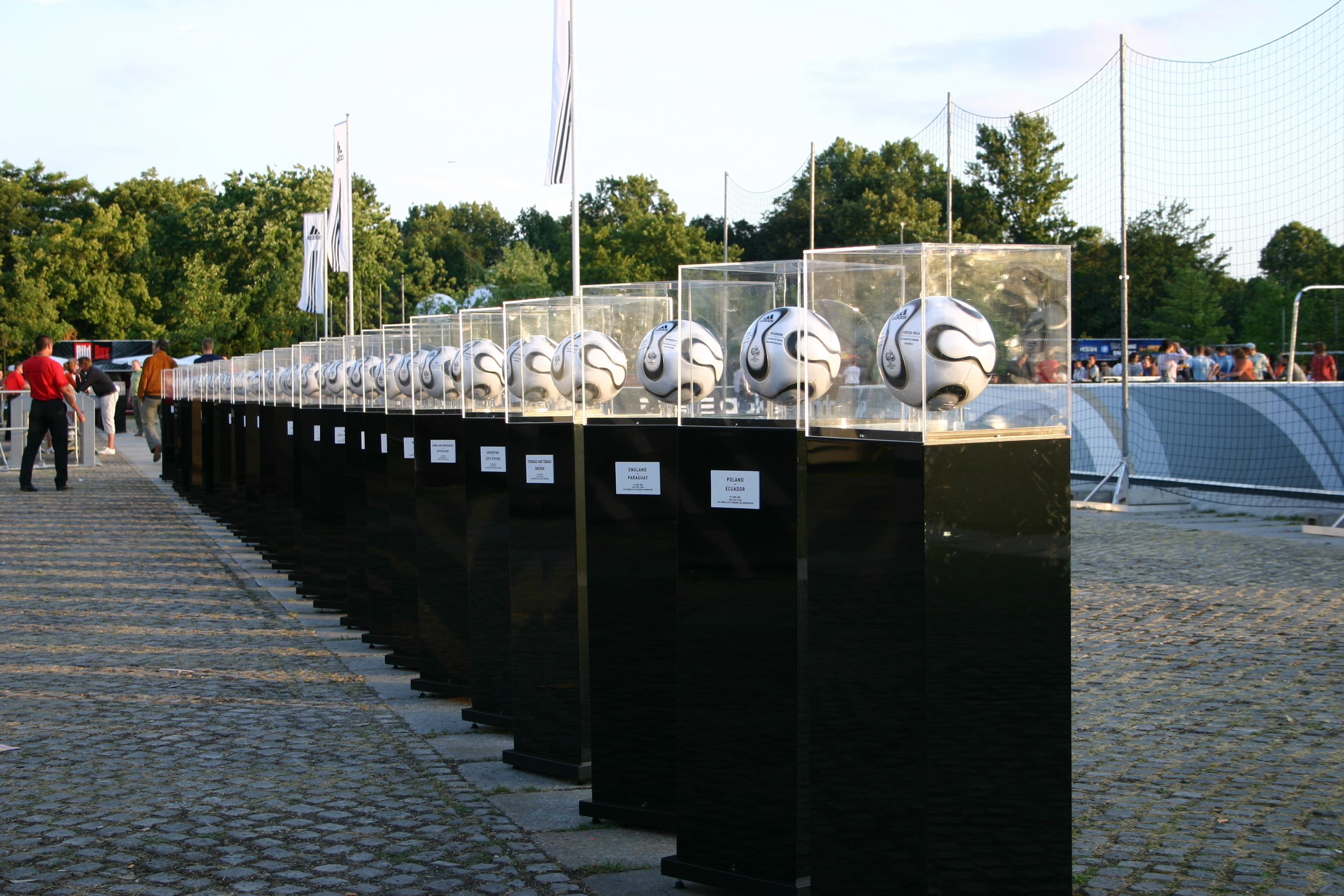
Die Teamgeist-Galerie in der Adidas World of Football in Berlin

+Teamgeist ist der offizielle Name des von Adidas vertriebenen Spielballs der Fußball-Weltmeisterschaft 2006 in Deutschland und der Fußball-Weltmeisterschaft der Frauen 2007 in China.

## Entwicklung

### Herren-WM 2006
Teamgeist wurde vom Adidas Innovation Team und der Molten Corporation an der Loughborough University entwickelt und bei der U-17-Fußball-Weltmeisterschaft 2005 in Peru zum ersten Mal getestet. Der Ball wurde bei der Endrundenauslosung der Fußball-Weltmeisterschaft 2006 in Leipzig am 9. Dezember 2005 offiziell vorgestellt.
Durch die Anordnung von 14 Paneelen soll eine insgesamt rundere Struktur als bei der herkömmlichen Form aus zwölf Fünf- und 20 Sechsecken erreicht werden, die lediglich eine Abweichung von 0,1 % gegenüber einer idealen Kugel aufweist. Beim Finale wurde eine goldfarbene Version des Balls mit dem Namen +Teamgeist Berlin eingesetzt.
|                  | FIFA-Standard             | Teamgeist                 |
| ---------------- | ------------------------- | ------------------------- |
| Umfang           | 68,5–69,5 cm              | 69,0–69,25 cm             |
| Durchmesser      | 22 cm; Abweichung ≤ 1,5 % | 22 cm; Abweichung ≤ 1,0 % |
| Gewicht          | 420–445 g                 | 441–444 g                 |
| Wasserabsorption | ≤ 10 % Gewichtszunahme    | ≤ 0,1 % Gewichtszunahme   |
| Verformung       | ≤ 10 cm                   | ≤ 2 cm                    |
| Druckverlust     | ≤ 20 %                    | ≤ 11 %                    |